# José López Rubio
José López Rubio (Motril, Granada, 13 de desembre de 1903 - Madrid, 2 de març de 1996) va ser un guionista, dramaturg, director de cinema, historiador del teatre, acadèmic i humorista espanyol de la Generació del 27.

## Biografia
El seu nom complet era «José Joaquín Francisco Cesáreo Caraciolo Isaac de Santa Lucía y de la Santísima Trinidad López Rubio». Fill de Joaquín López Atienza (alcalde de Motril) i de Magdalena Rubio Díaz, pocs mesos després de néixer a Motril va ser portat a Granada, on va transcórrer la seva infància. Es va traslladar a Madrid amb la seva família el 1915, on va començar el batxillerat amb els pares agustins. Entre desembre de 1917 i maig de 1919 va residir a Conca — on el seu pare va ser governador civil — i va acabar-hi el batxillerat. Durant aquesta època, va realitzar col·laboracions en l'únic periòdic local. Allí també va estrenar en una companyia infantil una espècie de sainet i va obtenir un premi en un certamen de teatre el 1918.
De nou a Madrid va estudiar Dret i va conèixer Enrique Jardiel Poncela, amb qui va escriure una obra no estrenada. Va freqüentar les tertúlies del Cafè Platerías i la de Ramón Gómez de la Serna al café Pombo, la qual cosa va marcar el seu humor amb el segell d'avantguarda que aquest representava; la seva gairebé única novel·la, Roque Six, sobre un home que mor i ressuscita sis vegades, és d'estètica ramonista. Va col·laborar en diverses revistes il·lustrades, a Gutiérrez i a Buen Humor, que va editar durant un temps. Va escriure alguns contes per a Los lunes de El Imparcial que després reuní en el seu primer llibre, Cuentos inverosímiles, (Madrid: Caro Raggio, 1924). Aquest llibre està il·lustrat pels més coneguts dibuixants de l'època, alguns d'ells d'avantguarda. També va col·laborar a Chiquilín, Nuevo Mundo, Pinocho, La Esfera o Blanco y Negro.
Va fer el servei militar en artilleria, a Vicálvaro. Va col·laborar a El Sol, La Nación i altres diaris. La seva única novel·la, Roque Six (Madrid: Caro Raggio, 1927), de la qual hi ha edició recent (Barcelona: Seix-Barral, 1986) és una de les més importants de la prosa espanyola dins de la Generació del 27. Va rebre el premi ABC d'autors novells per la comèdia De la noche a la mañana (1928), en col·laboració amb Eduardo Ugarte, estrenada a l'any següent en el teatre Regna Victoria, i aquest mateix any la van estrenar en Buenos Aires; és més, la tradueixen a l'anglès, a l'italià i al portuguès i s'estrena en Londres, Milà i Lisboa. Amb el mateix col·laborador va escriure La casa de naipes (1930), estrenada al Teatro Español de Madrid. També va escriure peces teatrals en col·laboració amb Enrique Jardiel Poncela i Edgar Neville, i ocasionalment va ser actor a El Mirlo Blanco.
Va interrompre la seva activitat teatral per la cinematogràfica, perquè entre agost de 1930 i 1935 va residir en Hollywood, anomenat i contractat per la Metro-Goldwyn-Mayer com a adaptador, dialoguista i traductor de les versions espanyoles de les seves pel·lícules; acabat el seu contracte d'un any, va passar a la 20th Century Fox amb un contracte renovat fins a 1935. Allí va treballar a més com a guionista; va ser amic de Charles Chaplin i va tractar a Stan Laurel, Oliver Hardy i Buster Keaton. El 1935 es marxa a fer un viatge per Itàlia i França. Va tornar als Estats Units el 1937 contractat una altra vegada per la Fox, i va passar la resta de la Guerra Civil Espanyola a Mèxic (1938) i Cuba (1939), sempre treballant com a guionista cinematogràfic. Va tornar a Espanya a principis de 1940 per realitzar la versió cinematogràfica de La malquerida de Jacinto Benavente. Entre els seus guions estatunidencs destaca El último varón sobre la tierra (1933) de James S. Timling. Durant els anys quaranta va escriure en revistes cinematogràfiques com Primer plano, Radiocinema i Cámara, va escriure i va adaptar nombrosos guions i va dirigir sis pel·lícules, entre elles Eugenia de Montijo (1944), El crimen de Pepe Conde, (1946) i Alhucemas (1948). A més escriu a ABC, Semana, La Codorniz, etc.
RVa reprendre la seva activitat teatral el 1949 en estrenar Alberto. Però de la seva obra teatral de postguerra destaca en especial Celos del aire (1950), per la que va obtenir el Premi Fastenrath de l'Acadèmia. Estrena successivament Estoy pensando en ti (1951), Veinte y cuarenta (1951), Cena de Navidad (1951), Una madeja de lana azul celeste (1951), El remedio en la memoria (1952), La venda en los ojos (1954), La otra orilla (1954), El caballero de Barajas (1956), La novia del espacio (1956), Un trono para Cristi (1956), Las manos son inocentes (1958), Diana está comunicando (1960), Esta noche tampoco (1961), Nunca es tarde (1964), La puerta del ángel (sense estrenar llavors però estrenada molts anys després, el 1986) o Al filo de lo imposible (títol general de tretze comèdies escrites el 1970 per a televisió). Va ser molt sol·licitat també com a traductor i adaptador de nombroses obres estrangeres, entre les quals cal esmentar The Little Foxes, de Lillian Hellman a la que donà el títol de Como buenos hermanos.
El 1954 va rebre el Premi Nacional de Teatre. El 1983 el seu discurs d'ingrés en la Reial Acadèmia de la Llengua Espanyola va versar sobre La otra generación del 27, contestat per Fernando Lázaro Carreter. En ell va comptar extensament que la formaven ell mateix, juntament amb els seus amics Tono, Edgar Neville, Enrique Jardiel Poncela i Miguel Mihura: un grup d'humoristes que van trobar en el teatre, i alguns posteriorment al cinema, el seu mitjà d'expressió i que, no obstant això, van romandre eclipsats i gairebé oblidats pel prejudici crític de considerar l'humor un gènere menor. Tots van confluir després, després del desastre de la Guerra Civil Espanyola, en la revista d'humor La Codorniz. Va morir a Madrid nonagenari el 2 de març de 1996. La seva biblioteca especialitzada en humor i teatre va passar al Centre de Documentació de les Arts Escèniques d'Andalusia, que va inventariar i va catalogar els seus fons en quatre idiomes, espanyol, francès, anglès i italià. Quan va morir es trobava immers en l'elaboració d'una Enciclopèdia Teatral, compendio de tots els diferents aspectes de l'art escènic. Per a això havia recopilat milers de retallades de premsa la informació de la qual havia buidat o tenia projecte de buidar. D'ella tenia gairebé acabats dues parts monogràfiques. Una, la Historia de los teatros de Madrid en dos volums; la segona, un Catálogo de actores españoles del siglo XIX també en dos volums. Portava també un "Catálogo cronológico de autores dramáticos españoles desde 1800 hasta 1950" i un anuari teatral en el qual incloïa ressenyes de les principals estrenes teatrals tant a Espanya com en la resta del món.
El seu germà major era l'il·lustrador i caricaturista Francisco López Rubio.

## Obres

### Filmogràfiques com a director
- Eugenia de Montijo (1944)
- El crimen de Pepe Conde (1946)
- Alhucemas (1948)

### Filmogràfiques com a guionista
- El último varón sobre la tierra (1933) de James S. Timling.
- María de la O (1936) de Francisco Elías.
- Eugenia de Montijo (1944) dirigida per ell mateix.
- La luna vale un millón, (1945) de Florián Rey
- El crimen de Pepe Conde, (1946) dirigida per ell mateix.
- Alhucemas (1948) dirigida per ell mateix.
- Un trono para Cristi (1960) de Luis César Amadori
- Chantaje a un torero (1963) de Rafael Gil
- La batalla del domingo, (1963) de Luis Marquina
- Es mi hombre (1966) de Rafael Gil, adaptació de Carlos Arniches.
- La mujer de otro,(1967) de Rafael Gil.

### Teatre
- Alberto (1949).
- Estoy pensando en ti (1950)
- Celos del aire (1950).
- Veinte y cuarenta (1951)
- Cena de Navidad (1951)
- Una madeja de lana azul celeste (1951)
- El remedio en la memoria (1952)
- La venda en los ojos (1954)
- La otra orilla (1954)
- El caballero de Barajas (1956)
- La novia del espacio (1956)
- Un trono para Cristi (1956)
- Las manos son inocentes (1958)
- Diana está comunicando (1960)
- Esta noche tampoco (1961)
- Nunca es tarde (1964)
- La puerta del ángel, estrenada el 1986 però escrita molt abans.

### Guions per a televisió
- Al filo de lo imposible (1970).
- Mujeres insólitas (1977).

### Narrativa
- Cuentos inverosímiles, (Madrid: Caro Raggio, 1924).
- Roque Six (Madrid: Caro Raggio, 1927), hi ha edició recent (Barcelona: Seix-Barral, 1986).

### Poesia
- Son triste, escrit a l'Havana (Cuba), imprès a Mèxic, 1939.

### Altres Obres
- La otra generación del 27. Discurso y Cartas. Madrid: Instituto Nacional de Artes Escénicas y de la Música, 2003.

## Premis
El 1947 va rebre la Medalla del Cercle d'Escriptors Cinematogràfics al millor argument original per El crimen de Pepe Conde.